# Giải đua ô tô Công thức 1 Bahrain 2022
Giải đua ô tô Công thức 1 Bahrain 2022 (tên chính thức Formula 1 Gulf Air Bahrain Grand Prix 2022) là chặng đua đầu tiên của giải đua xe Công thức 1 2022.

## Tường thuật

### Buổi tập
Trong buổi tập đầu tiên, Pierre Gasly là tay đua nhanh nhất với thời gian 1:34,193 phút trước Charles Leclerc và Carlos Sainz jr. Buổi tập này bị gián đoạn trong một thời gian ngắn sau khi chiếc xe của Esteban Ocon mất các bộ phận trên thân xe. Trong buổi tập thứ hai, Max Verstappen lập thời gian nhanh nhất với thời gian là 1:31,936 phút trước Leclerc và Sainz. Trong buổi tập thứ ba, Verstappen lại là tay đua nhanh nhất với thời gian là 1:32,544 phút trước Leclerc và Sergio Pérez.

### Vòng phân hạng
Vòng phân hạng bao gồm ba phần với thời gian chạy 45 phút. Trong phần đầu tiên (Q1), các tay đua có 18 phút để tiếp tục tham gia vòng phân hạng. Tất cả các tay đua đạt được thời gian trong phần đầu tiên với thời gian tối đa 107% thời gian nhanh nhất được phép tham gia cuộc đua. 15 tay đua dẫn đầu lọt vào phần tiếp theo. Leclerc là tay đua với thời gian nhanh nhất trong khi Nicholas Latifi, các tay đua của Aston Martin, Daniel Ricciardo và Yuki Tsunoda bị loại.
Phần thứ hai (Q2) kéo dài 15 phút và mười tay đua nhanh nhất đi tiếp vào phần thứ ba của vòng phân hạng. Verstappen là tay đua với thời gian nhanh nhất trong khi Zhou, Albon, Lando Norris, Mick Schumacher và Ocon bị loại.
Phần cuối cùng (Q3) kéo dài mười hai phút, trong đó mười vị trí xuất phát đầu tiên được xác định sẵn. Với thời gian 1:30,558 phút, Leclerc lập thời gian nhanh nhất trước Verstappen và Sainz. Đó là vị trí pole thứ mười của Leclerc trong sự nghiệp Công thức 1.

### Cuộc đua chính
Sau khi cuộc đua bắt đầu, Leclerc dẫn trước Verstappen tại góc cua đầu tiên. Sainz vẫn ở vị trí thứ ba trong khi Pérez bị Hamilton và Kevin Magnussen vượt qua. Bottas, xuất phát từ vị trí thứ sáu, tụt xuống vị trí thứ 14 sau vòng đua đầu tiên. Schumacher và Ocon va chạm ở vòng đầu tiên khiến Ocon bị phạt 5 giây. Tiếp theo đó, Pérez vượt qua Magnussen và Hamilton để giành lại vị trí thứ tư.
Hamilton đổi lốp tại làn pit ở vòng đua thứ 9 và là tay đua đầu tiên đổi lốp và trở lại cuộc đua ở vị trí thứ 12. Verstappen, vẫn xếp sau Leclerc, so kè ở vòng 14, cùng với Sainz, trong khi Leclerc đổi lốp ở vòng đua sau. Verstappen đã vượt qua Leclerc ở vòng 17 bằng  hệ thống DRS nhưng Leclerc đã giành lại vị trí dẫn đầu ngay sau đó. Ở vòng đua thứ 19, Verstappen cố gắng vượt Leclerc một lần nữa nhưng phanh gấp và để Leclerc vượt lên dẫn trước.
Leclerc duy trì vị trí dẫn đầu của mình và ở vòng đua thứ 31, Verstappen đổi lốp và ở vòng đua sau đó, Leclerc vào làn pit để đổi lốp. Sainz và Pérez cùng đổi lốp ở vòng đua thứ 34 và ở vòng đua thứ 44, Verstappen đổi lốp lần thứ ba ở vòng 44 trước Sainz và Hamilton. Ở vòng đua 46, xe của Gasly bốc cháy khiến xe an toàn phải chạy đến vòng 51. Khi cuộc đua bắt đầu lại, Leclerc duy trì vị trí dẫn đầu trước Verstappen, người đã báo tin cho đội Red Bull rằng anh gặp sự cố về bộ nguồn. Tiếp theo đó, anh bị Sainz và Hamilton vượt qua và đi vào làn pit và bỏ cuộc ở vòng đua thứ 54. Ở vòng đua cuối cùng, Pérez, đồng đội của Verstappen, cũng gặp sự cố hệ thống nhiên liệu khiến bộ nguồn của anh ấy bị tắt khiến anh phải bỏ cuộc. Leclerc và Sainz duy trì vị trí thứ nhất và thứ hai trước Hamilton ở vị trí thứ ba cho đến cuối cuộc đua. Russell về thứ tư trong khi Kevin Magnussen về thứ năm tại cuộc đua đầu tiên sau khi quay trở lại Công thức 1.

## Kết quả

### Vòng phân hạng
| Vị trí                   | Số xe | Tay đua          | Đội đua                      | Thời gian | Thời gian | Thời gian | Vị trí xuất phát |
| Vị trí                   | Số xe | Tay đua          | Đội đua                      | Q1        | Q2        | Q3        | Vị trí xuất phát |
| ------------------------ | ----- | ---------------- | ---------------------------- | --------- | --------- | --------- | ---------------- |
| 1                        | 16    | Charles Leclerc  | Ferrari                      | 1:31.471  | 1:30.932  | 1:30.558  | 1                |
| 2                        | 1     | Max Verstappen   | Red Bull Racing-RBPT         | 1:31.785  | 1:30.757  | 1:30.681  | 2                |
| 3                        | 55    | Carlos Sainz Jr. | Ferrari                      | 1:31.567  | 1:30.787  | 1:30.687  | 3                |
| 4                        | 11    | Sergio Pérez     | Red Bull Racing-RBPT         | 1:32.311  | 1:31.008  | 1:30.921  | 4                |
| 5                        | 44    | Lewis Hamilton   | Mercedes                     | 1:32.285  | 1:31.048  | 1:31.238  | 5                |
| 6                        | 77    | Valtteri Bottas  | Alfa Romeo-Ferrari           | 1:31.919  | 1:31.717  | 1:31.560  | 6                |
| 7                        | 20    | Kevin Magnussen  | Haas-Ferrari                 | 1:31.955  | 1:31.461  | 1:31.808  | 7                |
| 8                        | 14    | Fernando Alonso  | Alpine-Renault               | 1:32.346  | 1:31.621  | 1:32.195  | 8                |
| 9                        | 63    | George Russell   | Mercedes                     | 1:32.269  | 1:31.252  | 1:32.216  | 9                |
| 10                       | 10    | Pierre Gasly     | AlphaTauri-RBPT              | 1:32.096  | 1:31.635  | 1:32.338  | 10               |
| 11                       | 31    | Esteban Ocon     | Alpine-Renault               | 1:32.041  | 1:31.782  |           | 11               |
| 12                       | 47    | Mick Schumacher  | Haas-Ferrari                 | 1:32.380  | 1:31.998  |           | 12               |
| 13                       | 4     | Lando Norris     | McLaren-Mercedes             | 1:32.239  | 1:32.008  |           | 13               |
| 14                       | 23    | Alexander Albon  | Williams-Mercedes            | 1:32.726  | 1:32.664  |           | 14               |
| 15                       | 24    | Chu Quán Vũ      | Alfa Romeo-Ferrari           | 1:32.493  | 1:33.543  |           | 15               |
| 16                       | 22    | Yuki Tsunoda     | AlphaTauri-RBPT              | 1:32.750  |           |           | 16               |
| 17                       | 27    | Nico Hülkenberg  | Aston Martin Aramco-Mercedes | 1:32.777  |           |           | 17               |
| 18                       | 3     | Daniel Ricciardo | McLaren-Mercedes             | 1:32.945  |           |           | 18               |
| 19                       | 18    | Lance Stroll     | Aston Martin Aramco-Mercedes | 1:33.032  |           |           | 19               |
| 20                       | 6     | Nicholas Latifi  | Williams-Mercedes            | 1:33.634  |           |           | 20               |
| Thời gian 107%: 1:37.873 |       |                  |                              |           |           |           |                  |

### Cuộc đua chính
| Vị trí                                                              | Số xe | Tay đua          | Đội đua                      | Số vòng | Thời gian/ Bỏ cuộc | Vị trí xuất phát | Số điểm |
| ------------------------------------------------------------------- | ----- | ---------------- | ---------------------------- | ------- | ------------------ | ---------------- | ------- |
| 1                                                                   | 16    | Charles Leclerc  | Ferrari                      | 57      | 1:37:33.584        | 1                | 261     |
| 2                                                                   | 55    | Carlos Sainz Jr. | Ferrari                      | 57      | +5.598             | 3                | 18      |
| 3                                                                   | 44    | Lewis Hamilton   | Mercedes                     | 57      | +9.675             | 5                | 15      |
| 4                                                                   | 63    | George Russell   | Mercedes                     | 57      | +11.211            | 9                | 12      |
| 5                                                                   | 20    | Kevin Magnussen  | Haas-Ferrari                 | 57      | +14.754            | 7                | 10      |
| 6                                                                   | 77    | Valtteri Bottas  | Alfa Romeo-Ferrari           | 57      | +16.119            | 6                | 8       |
| 7                                                                   | 31    | Esteban Ocon     | Alpine-Renault               | 57      | +19.423            | 11               | 6       |
| 8                                                                   | 22    | Yuki Tsunoda     | AlphaTauri-RBPT              | 57      | +20.386            | 16               | 4       |
| 9                                                                   | 14    | Fernando Alonso  | Alpine-Renault               | 57      | +22.390            | 8                | 2       |
| 10                                                                  | 24    | Chu Quán Vũ      | Alfa Romeo-Ferrari           | 57      | +23.064            | 15               | 1       |
| 11                                                                  | 47    | Mick Schumacher  | Haas-Ferrari                 | 57      | +32.574            | 12               |         |
| 12                                                                  | 18    | Lance Stroll     | Aston Martin Aramco-Mercedes | 57      | +45.873            | 19               |         |
| 13                                                                  | 23    | Alexander Albon  | Williams-Mercedes            | 57      | +53.932            | 14               |         |
| 14                                                                  | 3     | Daniel Ricciardo | McLaren-Mercedes             | 57      | +54.975            | 18               |         |
| 15                                                                  | 4     | Lando Norris     | McLaren-Mercedes             | 57      | +56.335            | 13               |         |
| 16                                                                  | 6     | Nicholas Latifi  | Williams-Mercedes            | 57      | +1:01.795          | 20               |         |
| 17                                                                  | 27    | Nico Hülkenberg  | Aston Martin Aramco-Mercedes | 57      | +1:03.829          | 17               |         |
| 182                                                                 | 11    | Sergio Pérez     | Red Bull Racing-RBPT         | 56      | Bơm nhiên liệu     | 4                |         |
| 192                                                                 | 1     | Max Verstappen   | Red Bull Racing-RBPT         | 54      | Bơm nhiên liệu     | 2                |         |
| Bỏ cuộc                                                             | 10    | Pierre Gasly     | AlphaTauri-RBPT              | 44      | Động cơ            | 10               |         |
| Vòng đua nhanh nhất: Charles Leclerc (Ferrari) – 1:34.570 (vòng 51) |       |                  |                              |         |                    |                  |         |

Chú thích:
- ^1  – Cộng thêm một điểm cho tay đua lập được vòng đua nhanh nhất.
- ^2  – Sergio Pérez và Max Verstappen được xếp hạng vì hoàn thành hơn 90% cuộc đua.

## Bảng xếp hạng sau cuộc đua

### Bảng xếp hạng các tay đua
| Vị trí | Tay đua          | Đội đua            | Số điểm |
| ------ | ---------------- | ------------------ | ------- |
| 01     | Charles Leclerc  | Ferrari            | 26      |
| 02     | Carlos Sainz Jr. | Ferrari            | 18      |
| 03     | Lewis Hamilton   | Mercedes           | 15      |
| 04     | George Russell   | Mercedes           | 12      |
| 05     | Kevin Magnussen  | Haas-Ferrari       | 10      |
| 06     | Valtteri Bottas  | Alfa Romeo-Ferrari | 8       |
| 07     | Esteban Ocon     | Alpine-Renault     | 6       |
| 08     | Yuki Tsunoda     | AlphaTauri-RBPT    | 4       |
| 09     | Fernando Alonso  | Alpine-Renault     | 2       |
| 10     | Chu Quán Vũ      | Alfa Romeo-Ferrari | 1       |

- Lưu ý: Chỉ có mười vị trí đứng đầu được liệt kê trong bảng xếp hạng này.

### Bảng xếp hạng các đội đua
| Vị trí | Đội đua                      | Số điểm |
| ------ | ---------------------------- | ------- |
| 01     | Ferrari                      | 44      |
| 02     | Mercedes                     | 27      |
| 03     | Haas-Ferrari                 | 10      |
| 04     | Alfa Romeo-Ferrari           | 9       |
| 05     | Alpine-Renault               | 8       |
| 06     | AlphaTauri-RBPT              | 4       |
| 07     | Aston Martin Aramco-Mercedes | 0       |
| 08     | Williams-Mercedes            | 0       |
| 09     | McLaren-Mercedes             | 0       |
| 10     | Red Bull Racing-RBPT         | 0       |